# Diphyus euxoae
Diphyus euxoae är en stekelart som beskrevs av Heinrich 1969. Diphyus euxoae ingår i släktet Diphyus och familjen brokparasitsteklar. Inga underarter finns listade i Catalogue of Life.